# Castillo de Vendeuvre
El castillo de Vendeuvre (en francés: Château de Vendeuvre) es un château francés, una hermosa residencia de campo ubicada en las cercanías de la comunade Vendeuvre, Lisieux. Está considerado un monumento histórico, tanto por su interior como el exterior. Fue construido entre 1750 y 1752 según planos del arquitecto y urbanista Jacques-François Blondel. Cada habitación del castillo presenta un tema de la vida cotidiana del siglo XVIII. 
El castillo se destaca por sus hermosos jardines, considerados «jardines notable» de Francia. Éstos fueron creados por el conde actual de Vendeuvre y poseen una exacta simetría clásica. El jardín fue restaurado en 1813 de acuerdo a unos planes; estos jardines tienen forma geométrica y complementan perfectamente con los demás jardines. Actualmente el castillo se encuentra abierto al público.

## Interior del castillo
En el interior se encuentran los siguientes espacios, objetos y demás elementos:
- En la presentación del castillo, cada habitación muestra el tema de la vida cotidiana del siglo XVIII. Autómatas (maniquíes con las grabaciones) señalan las características principales de cada habitación.
- El comedor muestra el arte de recibir y entretener a los invitados.
- En la sala pequeña se muestran retratos de la familia.
- El gran salón muestra todos los juegos.
- Las salas de recepción están distribuidas por todo el pasillo central.
- El diseño de las suites (cada una lleva a la otra) ayuda a difundir la luz natural a través de cada habitación.
- Se puede apreciar un candelabro con peces de colores.